# Антуан, Луи
Луи Антуан (23 ноября 1888 года, Миркур — 8 февраля 1971 года, Ренн) — французский математик, специалист по маломерной топологии, наиболее известен благодаря построению примера компакта в трёхмерном пространстве, получившему наименование ожерелья Антуана. Активную профессиональную деятельность начал в возрасте 29 лет, после того как ослеп вследствие ранения в боях Первой мировой войны. Профессор Реннского университета (1925—1957), академик Французской академии наук (1961).

## Биография
Родился в Миркуре в Вогезах, учился в лицее в Нанси, коллеж окончил в Компьене, в пригороде которого его отец стал директором спичечной фабрики. В 1905 году в Париже получил степень бакалавра по «латыни и наукам», через год — бакалавра по математике. После годичной срочной службы в армии, в 1909 году поступил Высшей нормальной школе, во время учёбы сблизился с Гастоном Жюлиа, с которым поддерживал дружбу всю жизнь. По окончании вуза в 1912 году начал работать школьным учителем в Сен-Сире близ Дижона.
В 1914 году в связи началом Первой мировой войны как лейтенант запаса призван в армию, назначен командиром механизированного взвода. В 1914 году был дважды ранен, в 1916 году получил звание капитана, был награждён Военным крестом с пальмовой ветвью, стал кавалером ордена Почётного легиона. В боях на Эне 16 апреля 1917 года получил ранение, в результате которого получил сильные увечья и полностью утратил зрение.
После лечения с 1918 года по совету Лебега сконцентрировался на исследованиях в области двумерной и трёхмерной топологии, поскольку из-за слепоты счёл невозможным продолжение школьного преподавания. Жюлиа, Лебег и Бриллюэн для поддержки работы Антуана заказали перевод монографий Жордана, Пикара, Гурса и Дарбу на шрифт Брайля; в связи с тем, что не существовало стандартного представления в шрифте Брайля математических формул, Антуан совместно со студентом Высшей нормальной школы Бургиньоном разработал систему перевода математических обозначений. В 1919 году получил должность в Страсбургском университете, где в 1921 году под руководством Лебега защитил докторскую диссертацию на тему «О гомеоморфности двух фигур и двух окрестностей», среди результатов которой было построение ожерелья Антуана.
В 1922 году получил приглашение стать ассистентом-лектором факультета наук в Реннском университете, для эффективной преподавательской работы овладел техникой писать и рисовать на доске. В 1925 году получил звание профессора.
Безвыездно жил в Ренне, где принимал математиков. В 1924 году принимал Александрова и Урысона — за несколько дней до гибели Урысона в Ба-сюр-Мере неподалёку от Ренна. Отказался от предложенной должности декана факультета наук из-за административной необходимости поездок в Париж. В конце 1940-х годов на основе читаемых лекционных курсов выпустил двухтомный учебник «Интегральное и дифференциальное исчисление».
В 1957 году из-за болезни сердца вышел на пенсию. В 1961 году по представлению Жюлиа избран членом Французской академии наук. Скончался в 1971 году в своём доме в Ренне.
Был женат на Маргерит Антуан (Руссель), пережившей учёного на три месяца, в браке родились сын и две дочери.

## Ожерелье Антуана
Работая над докторской диссертацией, искал способ вывести трёхмерный аналог результата Шёнфлиса 1909 года: вслед за тем, как Лебег доказал трёхмерный аналог теоремы Жордана, предполагалось, что распространяется на высшие измерения и теорема Шёнфлиса, утверждающая о гомеоморфности внутренности и внешней части кривой Жордана внутренности и внешней части окружности соответственно. В поисках доказательства Антуан склонился к выводу, что трёхмерное обобщение теоремы Шёнфлиса неверно, и в 1920 году в поисках контрпримера построил ожерелье, являющееся вложением канторова множества в трёхмерное пространство, обладающее неодносвязным дополнением (тогда как внешность кривой Жордана на плоскости гомеоморфна односвязной внешней части окружности).
В 1924 году Александер использовал подход Антуана и построил два контрипримера — рогатую сферу Антуана и рогатую сферу Александера — поверхности, гомеоморфные сфере, обладающие неодносвязным дополнением, таким образом, трёхмерный аналог теоремы Шёнфлиса отвергнут даже в случае «жордановых» поверхностей, гомеоморфных сфере.